# Christian Frederik Holm (bogtrykker)
 For alternative betydninger, se Christian Frederik Holm. (Se også artikler, som begynder med Christian Frederik Holm)
Christian Frederik Holm (død 1797) var en dansk bogtrykker og forlægger. 
Arbejdede i 1776 hos bogtrykker Johan Rudolph Thiele. Året efter købte han sit eget trykkeri. De første år lå dette i Store Regnegade, efter 1787 blev det flyttet til Store Fiolstræde nr. 218. 
Holm var ikke en velhavende mand og måtte søge lån. Det ser dog ud til at den velbetalte opgave med at trykke bogkataloget til auktionen over boet efter bogsamleren grev Otto Thott's død sikrede trykkeriet. Ved Holms død viser skiftet i hvert fald at han selv ejede gården i Fiolstræde som var sat til en værdi af 4500 rigdaler hvoraf dog 3700 af dem var i prioriteter.
Holm trykte hovedsageligt skrifter for forfatternes egne penge (bl.a. P.A. Heibergs Samlede Skuespil), og fortrinsvis tidsskrifter og blade. Til gengæld havde han ingen skrupler med at udgive tidens samfundskritiske og satiriske skrifter. Således udgav han både P.A. Heibergs Rigsdalerseddelens hændelser og Niels Ditlev Riegels' Kiøbenhavns Skilderie og Julemærker fra Landet og Byen.
Dette gav dog også en del problemer i form af bøder på grund af skrifternes indhold. En vise imod spækhøkerprofessionen gav ham og forfatteren Jacob Bock en bøde på 20 rigsdaler. Rigsdalerseddelens hændelser og Julemærker fra Landet og Byen gav en bøde på 200 rigsdaler, da skrifterne var udgivet anonymt og Holm nægtede at anføre forfatterne. I 1791 udgav han et skrift der var vendt mod den en af tidens mest magtfulde jurister i regeringen, generalprokurør Christian Colbjørnsen. Denne blev så vred over skriftet, at han selv mødte op i Holms trykkeri for at true ham med arrestation. Det fortælles at Colbjørnsen var så skræmmende for Holms familie at den frugtsommelige fru Holm nær havde aborteret.
Efter Holms død i 1797 overtog hans enke (og anden kone) Sophie Elisabeth Holm (født Ratenburg) trykkeriet og fortsatte det først med en bestyrer og senere med sin nye ægtemand Matthias Johan Sebbelow.